# Dreketi
Dreketi – rzeka na drugiej pod względem wielkości wyspie Fidżi – Vanua Levu. Jest to najgłębsza rzeka na Fidżi. Ma długość 65 km.